# 第14空軍 (アメリカ軍)
第14空軍 (Fourteenth Air Force) はかつて存在したアメリカ空軍・空軍宇宙軍団 (AFSPC) に属する航空軍の1つ。同軍団の宇宙軍（軍種）への昇格に伴い、2019年12月20日をもって宇宙軍隷下の宇宙作戦軍団に改編された。
司令部はカリフォルニア州のヴァンデンバーグ空軍基地に置かれていた。指揮系統では戦略軍 (STRATCOM) の作戦指揮下にあり、人工衛星の打ち上げ・運用やミサイルの早期警戒を行っていた。司令官職は中将をもって充てるポストとされており、2011年から司令官を務めたスーザン・J・ヘルムズ中将は、現在世界最長記録である8時間56分の宇宙遊泳を行った経験を持つ女性宇宙飛行士として知られる。

## 沿革
第二次世界大戦中にフライング・タイガースの後継である第23戦闘群を母体に設立された。CBI戦域に展開しており、中華民国軍との混成部隊もあった。1943年時点の司令部は昆明市に所在していた。
冷戦期には空軍予備役および空軍州兵の部隊であった。朝鮮戦争の頃はロビンス空軍基地を司令部としていた。1960年9月1日には編成解除された。
1966年1月20日に防空軍団の部隊として復帰編成された。この時点では防空部隊であったが、1968年7月1日にコロラドス・プリングスで、事実上の再編成を行い、宇宙関連機材の運用を行う部隊となった。名称も第14航空宇宙軍 (Fourteenth Aerospace Force) となった。ミサイルの早期警戒や宇宙空間の飛翔物体の監視を行っていた。これは1976年10月1日に編成解除される。
1976年10月8日に第14空軍（予備役）(Fourteenth Air Force (Reserve)) としてドビンス空軍予備役基地で再編成される。これは空軍予備役の部隊であった。1985年に第14空軍 (Fourteenth Air Force) に再改称された。
1993年7月1日に空軍宇宙軍団の傘下で、再び宇宙空間関連の部隊として再編成された。1997年からはヴァンデンバーグ空軍基地に司令部を置いていた。
2019年12月20日、空軍宇宙軍団がアメリカ宇宙軍に改編されたことにより、同軍隷下の宇宙作戦軍団となった。

## 主要部隊
- 第614航空宇宙作戦センター（英語版）（統合宇宙作戦センター（英語版））
- 第21宇宙航空団（英語版）
- 第30宇宙航空団（英語版）
- 第45宇宙航空団（英語版）
- 第50宇宙航空団
- 第460宇宙航空団（英語版）